# جايكوب بليث
جايكوب بليث (بالإنجليزية: Jacob Blyth) مواليد 14 أغسطس 1992 في إنجلترا، هو لاعب كرة قدم إنجليزي يلعب مع ليستر سيتي كمهاجم.

## المسيرة الاحترافية

### أندية لعب لها
- ليستر سيتي

## روابط خارجية
- جايكوب بليث على موقع قاعدة بيانات كرة القدم.إي يو (الإنجليزية)
- جايكوب بليث على موقع Soccerbase.com (لاعب) (الإنجليزية)
- جايكوب بليث على موقع Soccerway.com (الإنجليزية)
- جايكوب بليث على موقع AS.com (الإسبانية)